# Jaborosa ameghinoi
Jaborosa ameghinoi är en potatisväxtart som beskrevs av George Macloskie. Jaborosa ameghinoi ingår i släktet Jaborosa och familjen potatisväxter. Inga underarter finns listade i Catalogue of Life.